# Vườn quốc định Abashiri
Vườn quốc định Abashiri (網走国定公園 Abashiri Kokutei Koen ?) là một vườn quốc gia dự kiến tại Nhật Bản. Nó bảo vệ các vùng biển, bờ biển và khu vực xung quanh các hồ, đầm phá ven biển Okhotsk trên đảo Hokkaidō. Trong khu bảo tồn là nhiều hồ nước như Hồ Abashiri và Notoro  Tōfutsu hay Hồ Saroma, trong đó  Saroma là hồ lớn thứ tư ở Nhật Bản. Hầu hết các công viên nằm trong các giới hạn của Abashiri ở Abashiri Subprefecture ở Đông Bắc Hokkaidō.
Khu vực cũng bao gồm khu bảo tồn biển được phân loại IUCN Ib  Diện tích của khu bảo tồn là 372,61 km vuông. Đây là nhà của nhiều loài thực vật đặc hữu và quý hiếm bao gồm: Thermopsis, Gentiana triflora, Linh lan, Iris, Hoa hiên, Loa kèn và Salicornia europaea